# Pystira karschi
Pystira karschi là một loài nhện trong họ Salticidae.
Loài này thuộc chi Pystira. Pystira karschi được Tord Tamerlan Teodor Thorell miêu tả năm 1881.